# Сома (Япония)

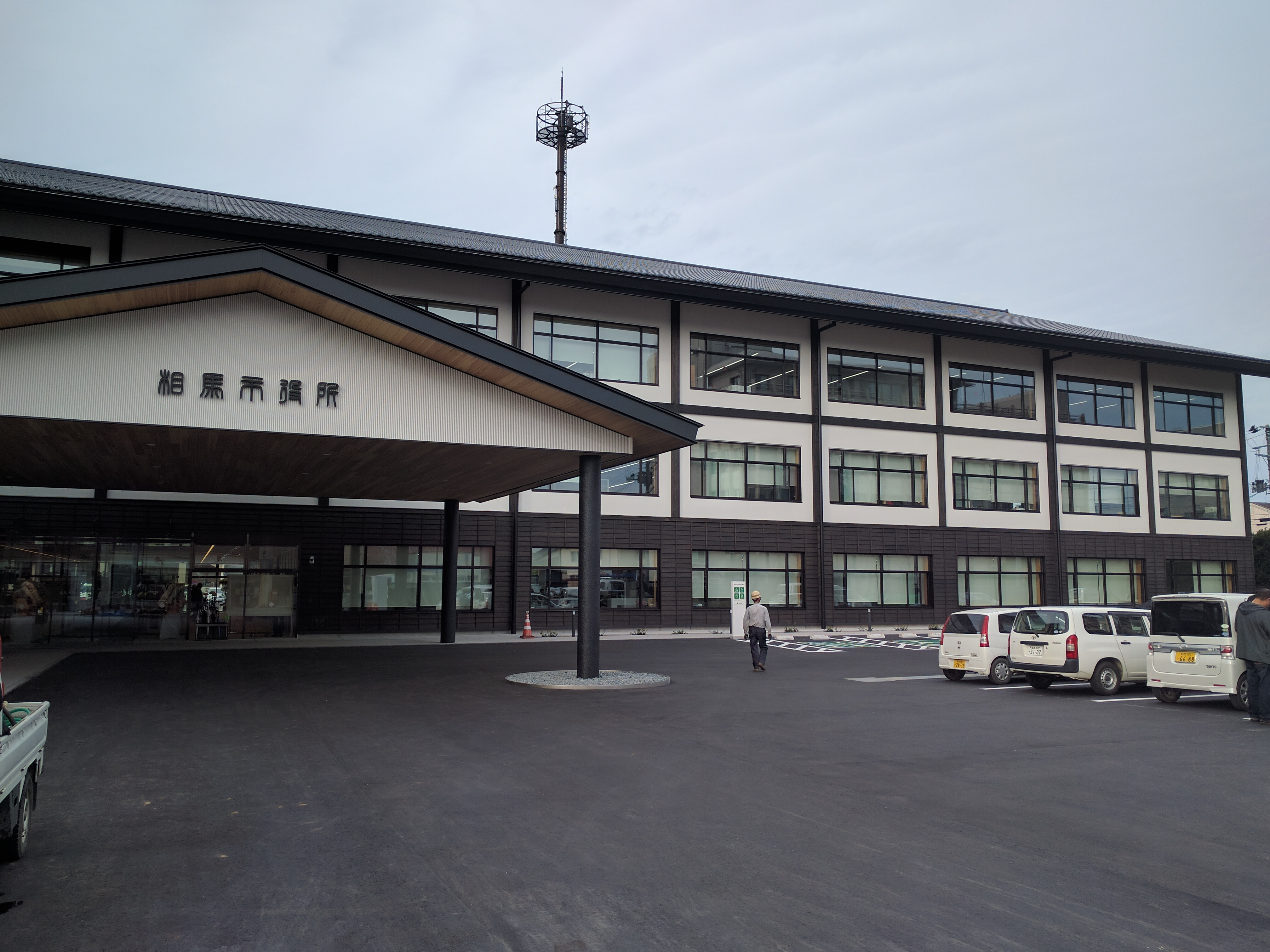
Мэрия города Сома

Сома (яп. 相馬市 Со:ма-си) — город в Японии, находящийся в префектуре Фукусима. Площадь города составляет 197,67 км², население — 35 489 человек (1 августа 2014), плотность населения — 179,54 чел./км².

## Географическое положение
Город расположен на острове Хонсю в префектуре Фукусима региона Тохоку. С ним граничат города Минамисома, Дате, посёлки Синти, Марумори и село Иитате.

## Население
Население города составляет 35 489 человек (1 августа 2014), а плотность — 179,54 чел./км². Изменение численности населения с 1980 по 2005 годы:
| 1980 | 38 332 чел. |  |
| 1985 | 39 346 чел. |  |
| 1990 | 39 134 чел. |  |
| 1995 | 39 449 чел. |  |
| 2000 | 38 842 чел. |  |
| 2005 | 38 630 чел. |  |

## Символика
Деревом города считается Pinus thunbergii, цветком — Platycodon grandiflorus, птицей — Cettia diphone.